# 警部補・佐々木丈太郎
『警部補・佐々木丈太郎』（けいぶほ ささきじょうたろう）は、2009年から2016年までフジテレビ系で放送された刑事ドラマシリーズ。全8回。主演は寺脇康文。
西村京太郎の短編推理小説のシリーズ「佐々木刑事シリーズ」の初映像化であり、寺脇康文にとっては、初の単独主演作品である。第1作は『警視庁三ツ星刑事 佐々木丈太郎』として放送。
放送枠は「金曜プレステージ」（第1作 - 第7作）、「金曜プレミアム」（第8作）。
著者を同じくする十津川警部シリーズのストーリーを原作にして放映した内容もある。

## キャスト

### 佐々木家
佐々木丈太郎
演 - 寺脇康文（幼少期：吉川史樹〈第1作・第2作〉）
警視庁捜査一課七係。階級は警部補。料理の腕前は「プロ顔負け」。悪を許さぬ正義感を持つ一方で人情家でもあり、「人を憎むな」という父の遺言を今でも守っている。愛車は三菱・ギャランフォルティス。
佐々木涼子
演 - 横山めぐみ（高校生：秋月三佳〈第5作〉）
丈太郎の妻。警視庁科学捜査研究所の研究員。元鑑識課員。聖凛女子学園の卒業生（第5作）。
虫オタクで気が強い。涼子は再婚で、前夫は丈太郎の相棒である安田次郎。鑑識課員だったころ、事件現場にやってきた丈太郎と安田に出会い、安田の方から一目惚れしたことが縁となった。
第2作で妊娠し、第3作では既に出産している。第5作では丈太郎も知らなかった過去が明かされる。
佐々木宗太
演 - 大石稜久（第4作 - ）
丈太郎と涼子の息子。両親が忙しいため祖母に可愛がられている。
佐々木春代
演 - 吉行和子
丈太郎の母。丈太郎たちと同居している。年齢は「半世紀以上生きた（サバ読んでいる）」とのこと。結婚相談所勤務。涼子のことは「新婚なのに外泊ばっかりで顔を思い出せない」と述べており、息子に見合い相手を勧める（離婚を示唆する）ほど好いていない（第1作）。顔を合わせるたびに嫁姑で失言の応酬を交わす。物語の節目で息子が落ち込んでいる時は、母としてそっと励ましている。
佐々木宗太郎
演 - 田中健
丈太郎の父。元刑事。第1作の33年前に刺殺される。鬼刑事と言われ、捜査中は常に機嫌が悪く「犯罪のない世の中」を願っていたという。息子とはロクに遊んであげたこともなく「刑事」に徹していたが、妻には優しい男と見抜かれていた。丈太郎に「人を憎むな」と遺言を残す。第3作からは写真での出演。

### 警視庁捜査一課七係
安田次郎
演 - 神保悟志（第1作）
刑事。丈太郎の相棒。丈太郎の妻・涼子は元妻である。
悪徳弁護士が「証人を21時に殺せ」と何者かに指示する電話を聞き、佐々木と共に捜査に乗り出す。証人を保護するが刺客に銃撃され致命傷を負ってしまい、病院に運ばれるも丈太郎に「涼子を頼む」と言葉を遺した後、息を引き取った。
離婚の原因は安田の浮気と涼子は述べている。しかし、実際には涼子が丈太郎を愛していたと気づき、その負い目から身を引いたというのが真相。涼子に言わせれば「安田と結婚した後は安田を愛していた」という。
原作では丈太郎の部下。佐々木と再会することなく命を落とし、安田殺害の動機に気づいた佐々木が「黒幕は必ず逮捕する」と決意するところで物語は終わりとなっている。
嶋村重之
演 - 今井朋彦（第1作・第2作）
係長。丈太郎とは同期であるが、上司と部下の関係になるので、職場で丈太郎にため口で話されることを嫌う。
新井
演 - 佐野泰臣（第1作・第2作）
刑事。お調子者で気の弱い部分がある青年。丈太郎と行動を共にすることが多く、後述の降谷拓が登場するまでは相棒のような存在だった。捜査の報告を丈太郎にするため嶋村から「報告は俺にしろ」と怒鳴られるのが定番。
富山
演 - 浅見小四郎（第1作・第2作）
刑事。
天野
演 - 森本亮治（第2作）
刑事。
降谷拓
演 - 石黒英雄（第3作 - ）
経歴：警視庁池袋東警察署（第3作）
→ 警視庁大森西警察署（第4作）
→ 警視庁捜査一課七係（第5作 - ）
新井に代わる丈太郎の相棒。当初は「人間より確実」ということでタブレットPCやボールペン型のカメラで記録をとるが、丈太郎のやり方とは合わないため煙たがられていた。降谷自身も丈太郎の話を聞いても返事をしないなど後輩刑事らしくない態度を取り、「お互いがお互いがやり方でやればいい」と干渉することを拒んでいた。このためお互いの仲は険悪だったが、捜査が進展すると共に行動するなど胸に抱いた正義感に違いはなく、丈太郎に容疑者殺害容疑がかかった後も密かに協力を続けた。一見するとクールなように見えるが、理不尽な因果に関しては怒りを露わにするなど熱血な一面を持つ。回が進むに連れて佐々木に対する態度も緩和されていき、第7作のころには自然に頭を下げて挨拶するようになった。また年上の女性が好みなのか涼子や三浦にはよく笑顔を見せている。
実家は御菓子司「ふるや」で、父・卓三と母・広恵が経営。下町出身だがベタベタした関係を嫌う気質であり、人情というものに理解を示さない性質だった。と、自分でそう思っている。
第8作では丈太郎を通して「警察官は犯罪者を取り締まるだけが仕事じゃない。小さな事件でも誠意をもって接すれば誰かの人生に影響を与え、頼ってもらえる」ことの大切に気づいた。
水森研造
演 - 中丸新将（第3作・第5作）
警視庁捜査一課長。第5作では涼子に殺人容疑が掛かったことで丈太郎から手帳を取り上げ、捜査から外してしまう。しかし丈太郎はそれでも内密に捜査を続け、すべてが終わった後は水森は「お前に似た男が勝手に名前を使っている。お前の手でそいつを逮捕しろ」と告げて手帳を返却した。そして「これからも頼むぞ」と言葉を送った。
高野徹
演 - 升毅（第6作・第8作）
係長。丈太郎を見込んでいるが、第6作では「事件に私情を持ち込むなら捜査から外す」と警告するなど厳しい面を持つ。

### 警視庁科学捜査研究所
三浦さくら
演 - 山村紅葉
チーフ研究員。涼子の上司。
山根徹
演 - 山口竜央
研究員。

### ゲスト
第1作（2009年）
- 沢本いづみ（ネイリスト） - 大和田美帆
- 磯川（MJ建設グループ 運転手） - 越村公一
- 小林義雄（旅行会社社員） - 石井智也
- 美香子（安田次郎の見合い相手） - 蘭香レア
- 磯川礼子（磯川の妻） - 大草理乙子
- 佐々木宗太郎を刺殺した男 - 牧徹（第2作にも出演）
- 立花（MJ建設グループ 社長） - 坂口進也
- 宮寺（宮寺の母・崖から投身自殺） - ひがし由貴
- 小林のアパート管理人 - 山田登是
- 平沼悠里子（クラブ「セイレーン」ママ） - 山口いづみ（小学生：畠山彩季 / 青年期：西村みずほ）
- 漁師 - 今井和子
- 田所（巡査） - 大河内浩
- 本間太一（前科者・警視庁杉並東警察署 元警察官） - 犬飼淳治
- 平沼由香（悠里子の娘・女子大生） - 咲世子
- 磯川麻里（磯川と礼子の娘・腎不全） - 高山紗希
- 宮寺誠之介（弁護士） - 西岡徳馬（小学生：藤本旺輝 / 青年期：逢笠恵祐）

第2作「告白」（2010年）
- 長谷川明（季子の夫・三友銀行 行員） - 岡田浩暉
- 西井翔太（伸一とすみ子の息子・岡沢小学校 5年1組児童） - 齋藤隆成
- 西井すみ子（伸一の妻、第一被害者） - 三鴨絵里子
- 長谷川家の近所の主婦 - 二階堂千寿、金沢映子
- 岡沢小学校 教師 - 麻生侑里
- 季子の母の恋人 - 迫田孝也
- 季子の母 - 宮本エリカ
- 宮本健吾（スナック「STONE」マスター） - 宮川一朗太
- 西井伸一（長距離トラック運転手） - 遠山俊也
- 爆弾処理班 - 高越昭紀
- ももかの母（夫とは離婚済み。娘を強引に連れ去る） - 真堂藍
- 辻村希（売春婦、第二被害者） - 柳本絵美
- スナック「STONE」の客 - あべなぎさ
- 宮本ももか（健吾の娘・岡沢小学校 5年1組児童） - 朝日梨帆
- 武山幸司（岡沢小学校 5年1組元担任） - 温水洋一
- 長谷川季子（岡沢小学校 5年1組担任） - 安達祐実（少女期：吉川日菜子）

第3作「密告」（2011年）
- 降谷広恵（御菓子司「ふるや」女将・降谷拓の母） - 大島蓉子
- 塚本（つつじ愛園 園長） - 江幡高志
- 宮崎雄一（無職・前科者） - 渡邉紘平
- 山下（冒頭の犯人） - 尾崎一彦
- 刑事 - 中澤隆範
- 中華料理「華興」店員 - 谷更紗
- 伊知地美代子（寛之の妻） - 霧島れいか
- 原口（警視庁池袋東警察署 刑事・降谷拓の上司） - 谷川昭一朗
- 降谷卓三（御菓子司「ふるや」主人・降谷拓の父） - 藤井びん
- 黒澤修一（多賀子の夫・失踪中） - 大西武志
- 警視庁池袋東警察署 刑事 - 松嶋亮太
- 老婆（御菓子司「ふるや」の客） - 星野晶子
- ネコカフェ店長 - 谷坂宜子
- みさき - 上田祝華
- 伊知地亜美（寛之と美代子の娘・2006年7月14日 誘拐殺人） - 櫻井詩月
- 伊知地寛之（警視庁捜査一課五係 係長・警部） - 松重豊
- 黒澤多賀子（中華料理「華興」女将） - 丘みつ子
- 矢島竜彦（監察官） - 杉本哲太（少年期：杉浦諒祐）

第4作「黒い家」（2011年）
- 浜田悠美子（浜田家の養子・看護師） - 遊井亮子
- 浜田功（浜田家の養子・救急救命士） - 眞島秀和
- 浜田光義（浜田家の養子・タクシードライバー） - 森下能幸
- 浜田銀平（浜田家の養子・6年前 石段から転落死） - 山中崇
- 氷川玲香（すみれ台歯科 歯科医） - 遠野なぎこ
- 村岡祐太（ジャーナリスト） - 日向丈
- 広池康夫（広池法律事務所 弁護士） - 清水昭博
- 岩山（警視庁品川東警察署 刑事・浜田銀平の事故死を担当） - 諏訪太朗
- 山路和也（警視庁大森西警察署 刑事） - 田中要次
- 浜田絹江（徳次郎の妻） - 田島令子
- 浜田徳次郎（浜田家当主） - 高橋長英
- 弁護士 - 環みほ
- 回想の犯人 - 岩田仁徳
- 香取亜衣子（誠の妻・悠美子の姉・6年前死亡） - 宮前希依
- 運送会社事務員 - 井手規愛
- 浜田亮介（浜田家の養子・土木会社従業員） - 岩田玲
- 浜田エリカ（浜田家の養子） - 菅野麻由
- 浜田あかね（エリカの娘） - 安藤心絆
- 泉浩二（浜田家の元養子） - 恩田括
- 宮崎智博（厚生労働省医政局監視課 救急救命士係） - 久ヶ沢徹
- 香取誠（運送会社社員・広池法律事務所 元弁護士） - 尾美としのり

第5作「秘密」（2013年）
- 田原みどり（聖凛女子学園 卒業生） - 渡辺典子
- 矢代晃恵（聖凛女子学園 卒業生） - 中原果南（高校生：藤井武美）
- 相沢直子（聖凛女子学園 卒業生） - 阿南敦子
- 佐伯美鈴（聖凛女子学園 卒業生） - 大竹一重
- 小野（警視庁芝中央警察署 刑事） - 石井愃一
- 北村（リフォーム詐欺被害者） - 鈴木正幸
- 矢代（晃恵の夫・建設会社社員） - 松永博史
- 松尾（警視庁芝中央警察署 刑事） - 平野貴大
- 河野勝（1988年10月9日 空きビルの非常階段から転落死） - 村上かず
- 河野千鶴（勝の妻） - 和泉ちぬ
- 横溝宏美（明誠総合病院 看護師） - 安河内理恵
- 桜井（刑事） - 尾﨑祐司
- 西園寺珠代（聖凛女子学園 卒業生） - 風間水希
- 篠宮晴華（聖凛女子学園 卒業生） - 高橋礼恵
- 南雲紗映子（聖凛女子学園 卒業生） - 美沙子
- 警官 - 広瀬諒人
- 矢代理沙（矢代と晃恵の娘・聖凛女子学園 生徒） - 木下綾菜
- 川嶋久子（信也の妻） - 香山美子
- 川嶋信也（明誠総合病院 警備員・元刑事） - 中原丈雄
- 白石由加（明誠総合病院循環器センター 医師・聖凛女子学園 卒業生） - とよた真帆（高校生：團遥香）

第6作「疑惑」（2013年）
- 権藤誠（オリオン有機肥料 会長・健一の父） - 大谷亮介
- 佐藤修一（夏彦の長男） - 中根徹
- 権藤健一（権藤産業 社長） - 佐伯新
- 丹羽五郎（丹羽施工 社長） - 岡けんじ
- 水沢徳治（水沢土木 社長） - 高木薫
- 川北舞（高校中退してから阿部に勉強を教わっていた少女） - 星野綾那
- 本城ゆかり（元ホステス・「赤木ビレッジ」205号室の入居者） - 羽鳥名美子
- 鑑識 - 岸博之
- 井出直子（夏彦の娘） - 宇田川さや香
- 佐藤康弘（夏彦の次男） - 筒井巧
- ひったくりする若者 - 島﨑映次
- 寺西功（千葉県警幕張警察署 刑事） - 菅田俊
- 警官 - 藤田清二
- 千葉市中央図書館生涯学習センター 職員 - 宮川浩明
- 「羽二重団子」店員 - 有馬理恵
- 水沢奈々（徳治の後妻で妊婦・水沢土木 秘書） - 田村さやか
- 安田（権藤産業 社員） - 羽瀬田紬
- 看護師 - 木村美月
- 矢島（不良少年） - 佐伯晃浩
- 南村（不良少年） - 笹山哲平
- 香山（不良少年） - 笹山純平
- 佐藤彩（修一の娘） - 豊田留妃
- 井出太一（直子の息子） - 大西利空
- 水沢絵里（徳治と美由紀の娘・7年前の2006年3月19日 誘拐され死亡） - 増川柊香
- 阿部光太郎（佐々木丈太郎の高校の恩師・「赤木ビレッジ」201号室の入居者） - 秋野太作
- 中川美由紀（徳治の前妻・千葉市中央図書館生涯学習センター 職員） - 雛形あきこ
- 佐藤夏彦（国菱商事 元常務・佐々木春代の友人） - 林隆三

第7作「死の高層マンション」（2014年）
- 高井京子（フラワーショップ「シェ・スール」専務取締役・亜木子のパートナー） - 舟木幸
- 森山江里子（亜木子の秘書） - 笠木泉
- 大橋拓也（亜木子の養子・モデル） - 岸田タツヤ
- 坂西みどり（高層マンション「東京ベイ・カイトタワー」1504号室の入居者） - 片岡明日香
- 坂西幸夫（みどりの夫・会社員） - 佐藤祐一
- 渡辺沙知絵（「東京ベイ・カイトタワー」3705号室の入居者） - 川村亜紀
- 斎藤美香（「東京ベイ・カイトタワー」3205号室の入居者） - 叶千佳
- 榊（組織犯罪対策部 刑事） - 山崎画大
- 青木悦子（「東京ベイ・カイトタワー」4202号室の入居者） - 杉田かおる
- 北村宗佑（いすみ鉄道の元駅員） - 斉木しげる
- 君江（亜木子の実家の近隣住民） - 藤夏子
- 井上景子（「東京ベイ・カイトタワー」3階の入居者） - 坪井木の実
- 白井秀夫（コンビニ強盗傷害犯） - 辻本一樹
- 前川（刑事） - 富永研司
- アヤカの母 - 岩井七世
- 鑑識 - 住吉晃典
- 川島（刑事） - 兼原良太郎
- 「東京ベイ・カイトタワー」コンシェルジュ - 野辺悦和
- 亜木子と菜摘の母（故人） - 岸本尚子
- アヤカ - 金藤礼華
- 平田真澄（「シェ・スール」店員・本名「大橋菜摘」・亜木子の妹） - 中山忍（5歳：生沼佳恋）
- 大橋亜木子（「シェ・スール」社長・「東京ベイ・カイトタワー」5007号室の入居者） - 洞口依子（少女期：伊澤心愛知）

第8作（2016年）
- 川西伸彦（「ショップゴールド」バイヤー・佐々木丈太郎の交番勤務時代の知り合い） - 須田邦裕
- 有沢唯（「ショップゴールド」サブキャスター） - 永池南津子
- 畑幸雄（「ショップゴールド」お客様相談室長） - 村松利史
- 高見明（クレーマー・蓮沼硝子 元従業員） - 松本実
- 中島照男（啓子のストーカー） - 寿大聡
- あかね（「ショップゴールド」社員） - 於保佐代子
- 安藤美由紀（「ショップゴールド」お客様相談室 オペレーター） - 土井玲奈
- 室田千津恵（「ショップゴールド」の顧客） - 松本海希
- 下総屋食堂 店主 - 児玉頼信
- 池宮信恵（「ショップゴールド」社長） - あめくみちこ
- 田村愛子（婦人警官） - 友倉由美子
- 「ショップゴールド」プロデューサー - 依田哲哉
- 新聞配達 - 板倉武志
- 高見とぶつかった少年 - 生駒星汰
- 西野美奈子（「ショップゴールド」メインキャスター・元アナウンサー） - 三浦理恵子
- 田中啓子（「ショップゴールド」お客様相談室 オペレーター・元キャスター） - 高橋由美子

## スタッフ
- 脚本 - 石原武龍、末安正子
- 監督 - 鶴巻日出雄（第1作・第2作）、鈴木浩介（第3作・第4作）、伊藤寿浩（第5作・第7作 - ）、村松弘之（第6作）
- サウンドデザイン - 石井和之
- 警察指導 - 石坂隆昌
- 技斗 - 竹田道弘
- 技術協力 - ビデオフォーカス
- 美術協力 - 京映アーツ
- プロデューサー - 内丸摂子（東阪企画）
- 編成企画 - 坪田譲治（フジテレビ / 第1作）、太田大（フジテレビ）
- 制作 - フジテレビ、東阪企画

## 放送日程
| 話数 | 放送日         | サブタイトル | 原作                                                  | 脚本              | 監督       | 視聴率 |
| ---- | -------------- | --- | ----------------------------------------------------- | ----------------- | ---------- | ------ |
| 1    | 2009年03月20日 | 相棒を狙う卑劣なワナ！殺害予告に隠された巧妙なトリック                                                                                        | 「21・00時に殺せ」                                    | 石原武龍 末安正子 | 鶴巻日出雄 | 12.1%  |
| 2    | 2010年08月13日 | 〜告白〜 狙われた小学校…次々殺される育児放棄の親達！ 容疑者は女教師、生徒が目撃者 崩壊した教室で何が                                          | 「夜の牙」                                            | 石原武龍 末安正子 | 鶴巻日出雄 | 11.8%  |
| 3    | 2011年06月03日 | 〜密告〜 惨殺体は刑事 姿無き愛人の完全犯罪 ネコの毛と白骨死体が語る涙の絆とは？ 女達の愛憎劇、いま開幕!!                                      | 「密告」 （「午後の脅迫者」所収）                     | 石原武龍 末安正子 | 鈴木浩介   | 15.4%  |
| 4    | 11月25日       | 〜黒い家〜 その一族、全員他人！嘘で繋がる家族に眠る怨念の過去・善意の救命劇は地獄の幕開け… 動画サイトの映像と消えた戸籍が語る禁断の絆         | 「十津川警部の抵抗」(1995年)                          | 石原武龍 末安正子 | 鈴木浩介   | 09.7%  |
| 5    | 2013年03月15日 | 〜秘密〜 脅迫メールの差出人は24年前の死者 名門女子高同窓会から始まる死の連鎖！ 第一容疑者は最愛の妻…夫が知らなかった別の顔 元お嬢様達に何が？ | 「急行べにばな殺人事件」 （「行楽特急殺人事件」所収） | 石原武龍 末安正子 | 伊藤寿浩   | 13.9%  |
| 6    | 10月25日       | 〜疑惑〜 合掌する遺体 愛娘を殺された母親が7年越しの復讐？ 残された大金とお団子の謎 情熱の刑事が暴く少女誘拐事件の真相とは                     | 「無縁社会からの脱出」                                | 石原武龍          | 村松弘之   | 11.6%  |
| 7    | 2014年06月20日 | 〜死の高層マンション〜 格差と嫉妬の連続殺人 怪文書と女のバトル！ セレブ達が隠す黒歴史 鍵はローカル鉄道に!? 熱血刑事VS女社長                   | 「優しい悪魔たち」 （「一億二千万の殺意」所収）       | 石原武龍 末安正子 | 伊藤寿浩   | 11.2%  |
| 8    | 2016年02月26日 | 疑惑のテレビ通販！返品とクレームの嵐…生放送中の苦情電話で殺人開幕！ 死者が遺す黒革の手帳に謎の暗号元人気アナとお客様係、女の闘い              | 「仙台青葉の殺意」                                    | 石原武龍 末安正子 | 伊藤寿浩   |        |

- 視聴率はビデオリサーチ調べ、関東地区・世帯[要出典]